# Halichondria normani
Halichondria normani är en svampdjursart som beskrevs av Burton 1930. Enligt Catalogue of Life ingår Halichondria normani i släktet Halichondria och familjen Halichondriidae, men enligt Dyntaxa är tillhörigheten istället släktet Halichondria och familjen Halichondridae.
Artens utbredningsområde är Norge. Arten är reproducerande i Sverige. Inga underarter finns listade i Catalogue of Life.